# British Home Championship 1968/69
Die British Home Championship 1968/69 war die 74. Auflage des im Round-Robin-System ausgetragenen Fußballwettbewerbs zwischen den vier britischen Nationalmannschaften von England, Nordirland (bis 1949/50 Irland), Schottland und Wales.
| Pl. | Nationalmannschaft | Sp. | S | U | N | Tore    | Punkte |
| --- | ------------------ | --- | - | - | - | ------- | ------ |
| 1.  | England            | 3   | 3 | 0 | 0 | 009:300 | 06:0   |
| 2.  | Schottland         | 3   | 1 | 1 | 1 | 007:800 | 03:30  |
| 3.  | Nordirland         | 3   | 0 | 2 | 1 | 002:400 | 02:40  |
| 4.  | Wales              | 3   | 0 | 1 | 2 | 004:700 | 01:50  |

|                                            |   |            |           |
| 3. Mai 1969 in Belfast (Windsor Park)      |   |            |           |
| Nordirland                                 | – | England    | 1:3 (0:1) |
| 3. Mai 1969 in Wrexham (Racecourse Ground) |   |            |           |
| Wales                                      | – | Schottland | 3:5 (2:2) |
| 6. Mai 1969 in Glasgow (Hampden Park)      |   |            |           |
| Schottland                                 | – | Nordirland | 1:1 (0:1) |
| 7. Mai 1969 in London (Wembley Stadium)    |   |            |           |
| England                                    | – | Wales      | 2:1 (0:1) |
| 10. Mai 1969 in London (Wembley Stadium)   |   |            |           |
| England                                    | – | Schottland | 4:1 (2:1) |
| 10. Mai 1969 in Belfast (Windsor Park)     |   |            |           |
| Nordirland                                 | – | Wales      | 0:0       |